# 第33屆香港電影金像獎
第33屆香港電影金像獎（英語：33th Hong Kong Film Awards）於2014年4月13日晚上在香港文化中心舉行。大會司儀由郑中基、林家栋及毛舜筠主持，並由倪秉郎擔任宣讀提名名單報幕員，鄭啟泰擔任頒獎典禮現場報幕員。紅地氈司儀為楊崢和衛志豪。這屆香港電影金像獎由電視廣播有限公司（無綫電視）取得播映權，而香港電台第二台以聲音直播。
這屆大贏家為《一代宗師》，獲得最佳電影、導演、編劇、女主角等共12個大獎，成爲金像獎歷來奪得最多獎項的電影，這届金像奖也因此被中國大陸媒体戏称为“《一代宗师》表彰大会”。而張家輝及章子怡均第二次問鼎影帝影后。王家衞則第三次問鼎最佳導演，也是自1995年之後再次奪獎。

## 投票及記者會
本届金像獎首輪投票率達66.69%，為近六年來最高。大會於2014年2月5日中午在香港文化中心舉行記者會公佈提名名單，司儀為楊崢，金像影帝黃秋生、金像影后楊千嬅擔任嘉賓。

## 獎項統計
：以下不包括「最佳兩岸華語電影」之部分
| 數目 | 電影名稱                                                                   |
| 獲獎 |                                                                            |
| 12   | 一代宗師                                                                   |
| 3    | 狂舞派                                                                     |
| 2    | 殭屍                                                                       |
| 1    | 激戰                                                                       |
| 提名 |                                                                            |
| 14   | 一代宗師                                                                   |
| 11   | 激戰                                                                       |
| 9    | 殭屍                                                                       |
| 8    | 掃毒、救火英雄、狄仁傑之神都龍王                                           |
| 6    | 狂舞派                                                                     |
| 5    | 中國合伙人                                                                 |
| 4    | 西遊·降魔篇、風暴                                                          |
| 3    | 盲探                                                                       |
| 2    | 北京遇上西雅圖                                                             |
| 1    | 毒戰、葉問：終極一戰、末日派對、第一次不是你、特殊身份、古惑仔：江湖新秩序 |

### 金像獎電影
| 電影     | 獎項 |
| -------- | --- |
| 一代宗師 | 最佳電影、最佳導演、最佳編劇、最佳女主角、最佳男配角、最佳攝影 最佳剪接、最佳美術指導、最佳服裝造型設計、最佳動作設計、最佳音響效果、最佳原創電影音樂 |
| 殭屍     | 最佳女配角、最佳視覺效果 |
| 狂舞派   | 最佳新晉導演、最佳新演員、最佳原創電影歌曲 |
| 激戰     | 最佳男主角 |

## 提名電影香港票房成绩
五部最佳電影提名作品，香港票房合共約1億3900萬，除了《狂舞派》，其餘四部影片的票房均超過2000萬。
五部電影有四部位列年度十大票房：
- 2013年：《激戰》（第1位）、《掃毒》（第2位）、《西游·降魔篇》（第3位）、《一代宗師》（第5位）

| 電影            | 映期                           | 票房（港元） |
| --------------- | ------------------------------ | ------------ |
| 《激戰》        | 2013年8月15日 – 2013年10月23日 | 44,631,344   |
| 《掃毒》        | 2013年12月5日 – 2014年1月29日  | 31,938,819   |
| 《西游·降魔篇》 | 2013年2月7日 – 2013年3月27日   | 28,401,227   |
| 《狂舞派》      | 2013年8月8日 – 2013年11月18日  | 13,646,417   |
| 《一代宗師》    | 2013年1月10日 – 2013年4月17日  | 21,292,885   |
| 總票房          | –                              | 139,910,692  |

## 表演嘉賓
- 張達明表演棟篤笑
- 黃秋生演繹從網絡搜尋器對「港產片」一詞的不同釋意，之後播出由張曼玉從昔日電影剪接而成的短片《時代光影》，描述包括六七暴動、香港水、警廉衝突、中英談判、SARS事件等五十年間香港的歷史大事。
- 林子祥演唱《似夢迷離》、《I will wait for you》及《男兒當自強》三首歌曲

## 緬懷
本屆的緬懷環節，下列辭世的電影工作者出現在短片中。
- 邵逸夫(邵仁楞)（出品人、監製）
- 小燕飛(馮燕萍)（演員）
- 許佩（歌手）
- 廖森（配樂）
- 湯廣仁（剪接）
- 王清河（導演、助導、演員）
- 周永坤（配音）
- 雷霞（演員）
- 黃炳(黃炳茂)（編劇、副導演）
- 陳僖儀(陳皓儀)（演員、歌手）
- 李琪(李煥琪)（服裝設計）
- 吳昊(吳振邦)（電影研究者、編劇）
- 羅文(羅文龍)（字幕、美術）
- 何偉龍（演員）
- 紅線女(鄺健廉)（演員）
- 占基利(Jim Kelly)（演員）
- 丁重（導演）
- 冼棠(冼錦棠)（製片）
- 張彥榮（美工）
- 賴伯華（燈光）
- 傅儀（演員）
- 邱剛健(邱戴安平)（編劇）
- 林錦堂(林理旺)（演員、粵劇導演、藝術指導）
- 王為一（導演）
- 張耀榮（出品人）
- 黃域（導演、演員）
- 康威(尹建平)（導演、演員）
- 雷鳴(錢彬)（出品人、演員）
- 黎漢持（演員）
- 蘇杏璇（演員）
- 午馬(馮宏源)（策劃、助導、導演、演員）
- 劉家良（導演、動作設計、演員）

## 收視率
本屆頒獎禮由無綫電視直播，平均收視為25點（約162萬觀眾），而最高收視為27點，即有約175萬觀眾收看。

## 媒體播放
- 電視：無綫電視翡翠台、無綫電視高清翡翠台、無綫電視J2*、CCTV-6#、Now香港台、無綫娱樂新聞台*、马来西亚Astro華麗台、马来西亚Astro至尊HD、新加坡星和視界星和都會台及星和都會台+2*。
- 電台：香港電台第二台

*表示只提供紅地氈盛況直播，#表示延迟播出。

## 外部連結
- 第33屆香港電影金像獎提名及得獎名單 （页面存档备份，存于）